# یواس‌اس دواستاتور (ام‌سی‌ام-۶)
یواس‌اس دواستاتور (ام‌سی‌ام-۶) (به انگلیسی: USS Devastator (MCM-6)) یک کشتی است که طول آن ۲۲۴ فوت (۶۸ متر) می‌باشد. این کشتی در سال ۱۹۸۸ ساخته شد.